# Heinz Richter
Heinz Richter (Schlegel, 24 de julio de 1947) es un deportista de la RDA que compitió en ciclismo en la modalidad de pista, especialista en la prueba de persecución por equipos.
Participó en dos Juegos Olímpicos de Verano, en los años 1968 y 1972, obteniendo una medalla de plata en Múnich 1972, en la prueba de persecución por equipos (junto con Thomas Huschke, Herbert Richter y Uwe Unterwalder).
Ganó tres medallas de plata en el Campeonato Mundial de Ciclismo en Pista entre los años 1970 y 1974.

## Medallero internacional
| Juegos Olímpicos   | Juegos Olímpicos        | Juegos Olímpicos | Juegos Olímpicos            |
| Año                | Lugar                   | Medalla          | Competición                 |
| ------------------ | ----------------------- | ---------------- | --------------------------- |
| 1972               | Múnich (RFA)            | Medalla de plata | Persecución por equipos     |
| Campeonato Mundial |                         |                  |                             |
| Año                | Lugar                   | Medalla          | Competición                 |
| 1970               | Leicester (Reino Unido) | Medalla de plata | Persecución por equipos (A) |
| 1971               | Varese (Italia)         | Medalla de plata | Persecución por equipos (A) |
| 1974               | Montreal (Canadá)       | Medalla de plata | Persecución por equipos (A) |